# Зійшов місяць над Дніпром
Зійшов місяць над Дніпром — знакова картина сучасного українського художника Івана Марчука. На полотні зображено вечірній пейзаж з Дніпром, під місячним світлом. Творче бачення Марчука відображає глибокі емоції та національну ідентичність, притаманні українському мистецтву.

## Історія
Картину «Зійшов Місяць над Дніпром» створено в 1980 році. Ця робота відображає велич і красу української природи, зокрема річки Дніпро, і містить елементи символізму, що підкреслюють глибокі емоції та зв'язок з рідною землею. Картина стала значущою не лише з художнього, а й з культурного погляду, відображаючи період становлення незалежної України. Марчук у своїй творчості часто звертається до теми природи, її елементів і взаємозв'язку людини з навколишнім світом.

## Продаж
У 2023 році картину «Зійшов місяць над Дніпром» продано на аукціоні за рекордну суму — 300 000 доларів США. Ця подія стала знаковою для українського мистецтва і підтвердила високу оцінку творчості Марчука. Продаж картини викликав великий інтерес у культурних колах та продемонстрував зростання попиту на українські твори мистецтва. Ця картина вважається найбільшою за форматом роботою Івана Марчука, що зображує місячну ніч. Продаж цієї картини встановив рекорд, ставши найвищою ціною, за яку будь-коли продавалася робота Івана Марчука на українських та світових аукціонах, а також найдорожчим твором сучасних українських художників, зазначили представники аукціонного дому.

## Техніка
Іван Марчук відомий своєю унікальною авторською технікою живопису «пльонтанізм», яка поєднує традиційні елементи з сучасними інтерпретаціями.